# Saint-Jean-du-Gard
Saint-Jean-du-Gard är en kommun i departementet Gard i regionen Occitanien i södra Frankrike. Kommunen ligger i kantonen Saint-Jean-du-Gard som tillhör arrondissementet Alès. År 2022 hade Saint-Jean-du-Gard 2 533 invånare.

## Befolkningsutveckling
Antalet invånare i kommunen Saint-Jean-du-Gard
Referens:INSEE